# Johannesdal

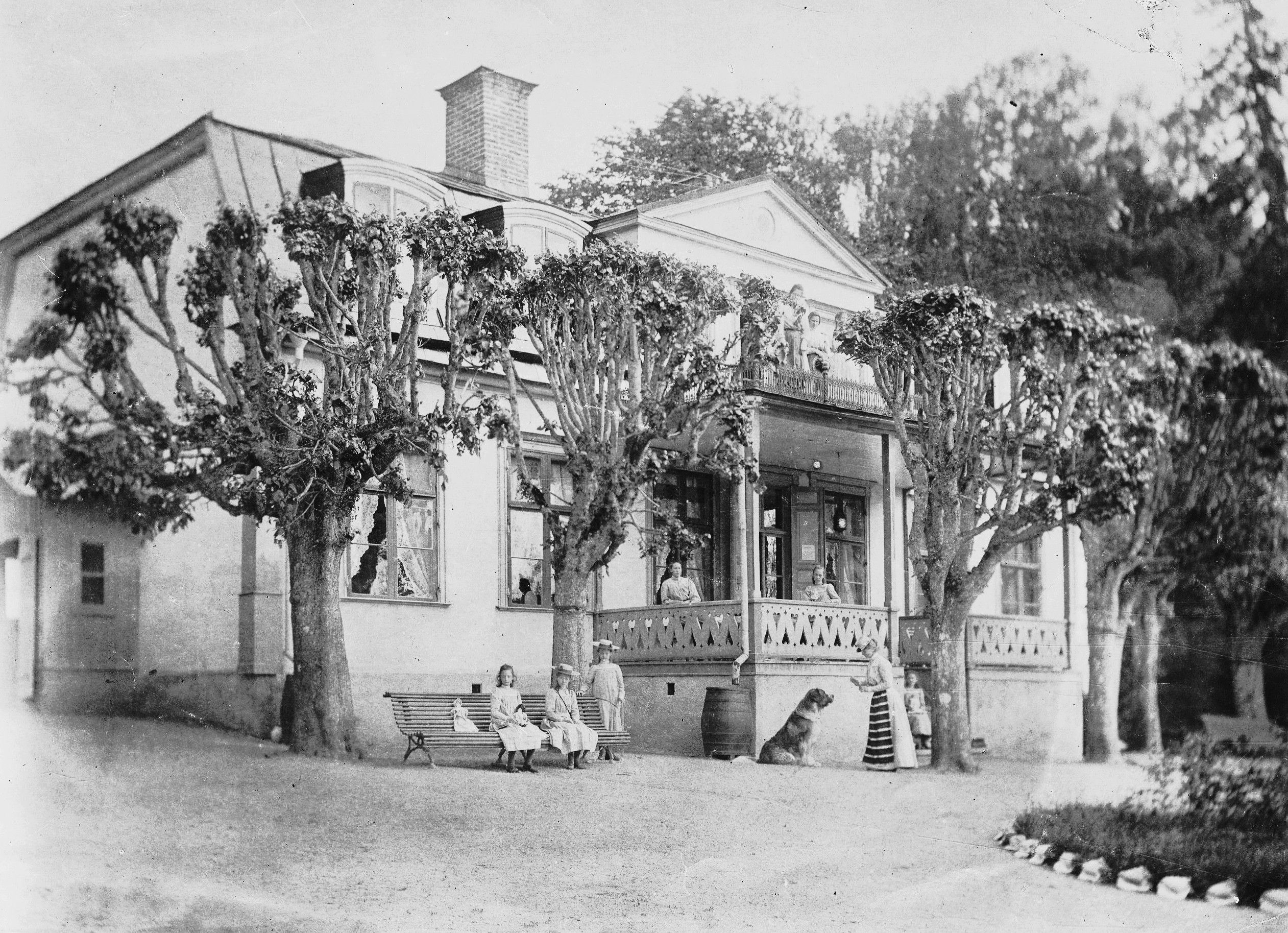
Johannesdals gård och boende, omkring 1900.

Johannesdal är den västligaste delen av Vårberg i Stockholms kommun. Området gränser till Mälaren. Johannesdals gård vid Peterséns väg 14 är ett kulturminne och det enda privatägda område i Vårberg som har strandtomt med Mälaren. Byggnaden är blåmärkt av Stadsmuseet i Stockholm vilket innebär "att bebyggelsen bedöms ha synnerligen höga kulturhistoriska värden".

## Historik
| Fredrik och Dorothea Petersén. |  | Fredrik och Dorothea Petersén. |
| Fredrik och Dorothea Petersén. |  |                                |

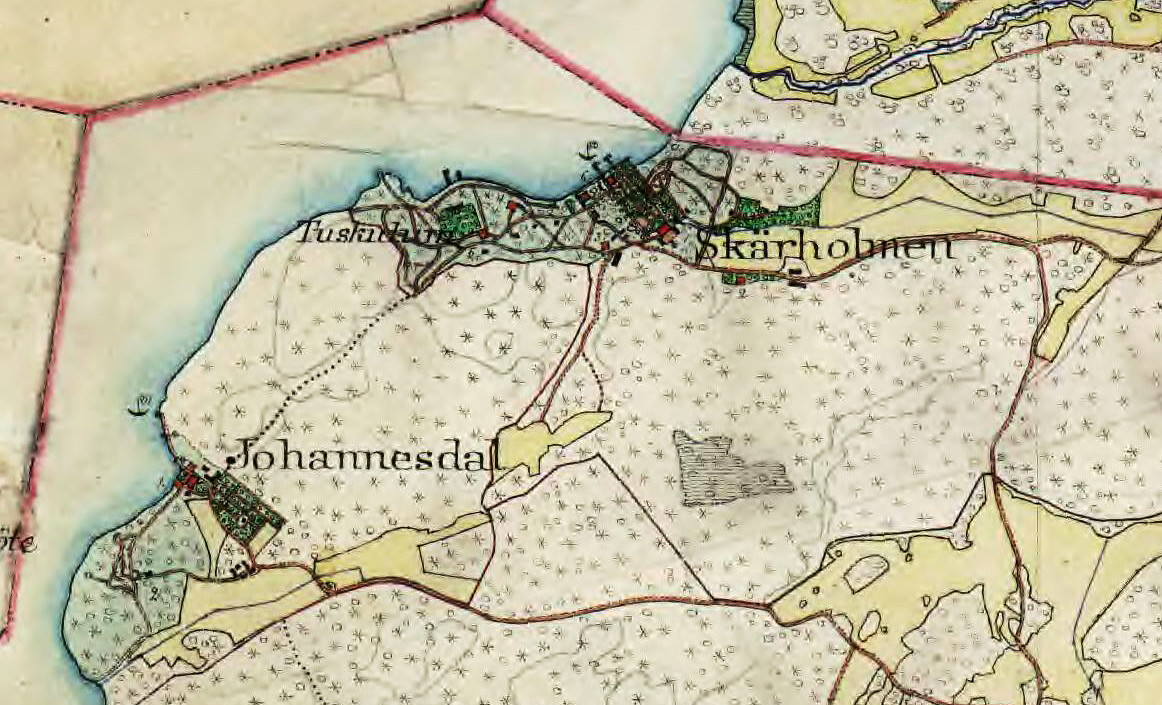
Området omkring år 1900.

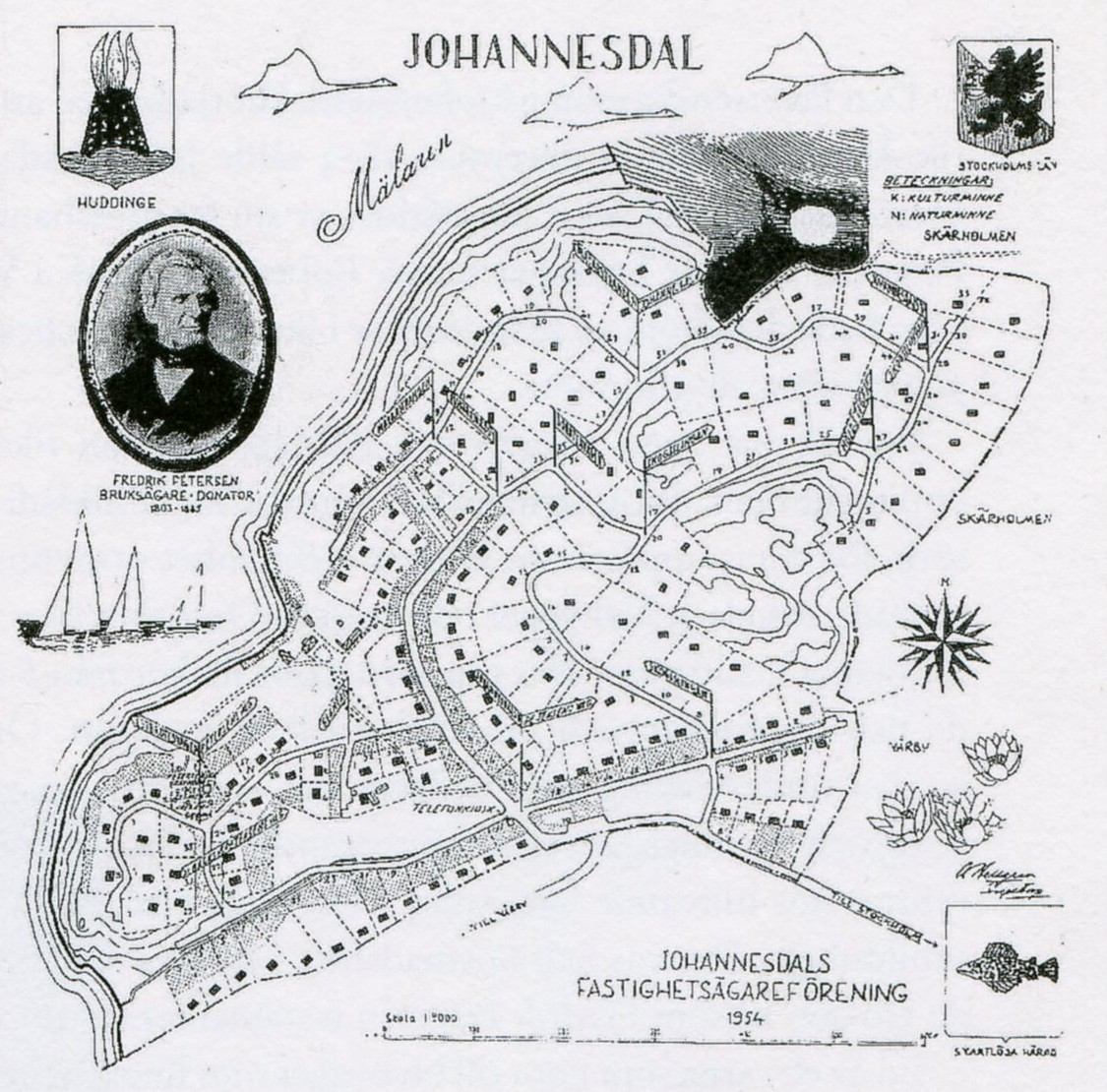
Styckningsplanen från 1941.

Området har sitt namn efter Johannesdals gård, vilken uppfördes kring år 1790 som sommarnöje för sidenvävaren Jakob Jakobsson Hoving. Innan dess fanns här torpet Bleket och på kartor från 1700-talet redovisas på platsen ett tegelbruk. Det är möjligt att anläggningens norra flygel är identisk med det ursprungliga torpet. Huvudbyggnaden är sannolikt flyttat till platsen från annat håll; på detta tydde det starkt lappade virket i stommen.
Den 30 januari 1860 styckades området av från Vårby gård och den nybildade egendomen om 115 tunnland och 21,3 kappland förvärvades av medicinalrådet och politikern Axel Gabriel Carlson. Till egendomen hörde lantbruk och "till uthyrning såsom sommarnöjen uppförda åbyggnader med iskällare". Tomten sträckte sig från Skärholmens gård i norr, till dagens Johannesdalsbadet i söder och ungefär till nuvarande Vårbergsvägen i öster.
Redan tre år senare tillträdde en ny ägare, Johan Erik Åkerlund.
På julafton 1864 såldes egendomen av Åkerlund till den då omyndiga Dorothea Petersén (1849-1917), yngsta dotter till grosshandlaren och brukspatronen Fredrik Petersén (1803–1885). Hans släkt härstammade från Holstein och utvandrade till Norge. Hustru och barn lämnade han i Norge men dottern Dorothea flyttade på egen begäran till fadern i Sverige. Vid köpet av Johannesdal företrädde han dottern. För stället fick han betala 30 000 riksdaler, nästan dubbelt så mycket som Axel Gabriel Carlsson gav fyra år tidigare.
Fredrik Petersén ägde Robertsfors bruk i Västerbotten från och med 1858 och fram till sin död 1885, men skötte affärerna från Stockholm. Han drev även en egen rederirörelse med huvudkontor i Stockholm. Om somrarna bodde han med yngsta dottern Dorothea  på Johannesdal, övrig tid användes bostaden på Vasagatan 4.
År 1874 grundades den filantropiska "Stiftelsen Nybygget" som hade till uppgift att fostra fattiga flickor ur bildade familjer. Flickorna bodde i södra flygeln och var i sex till tolv års ålder, därefter skickades de i skola i Stockholm. 1875 lät Petersén bygga södra flygeln, det så kallade "Nybygget", en tvåvånings villabyggnad i tidens stil med riklig snickarglädje. Över dörren förklarade en skylt: "Anstalt för värnlösa barn stiftad den 16 november 1875". Huset finns kvar men sänktes vid en ombyggnad på 1960-talet med en våning för att bli mindre dominant. 
Under stiftelsens tid uppfördes även sjöstugan och trädgårdsmästarbostaden. I gårdens omgivningar anordnades bland annat en fruktträdgård väster om huvudbyggnaden och en anlagd park på höjden i söder, där ett litet begravningskapell i götisk stil uppfördes för makarna Petersén. Kapellet är idag rivet och kistorna gravsatta på Lidingö kyrkogård. Peterséns väg som går genom området påminner fortfarande om honom.
Stiftelsen fortsatte under Peterséns dotter Dorothea (eller Dorotea). Hon blev hemmets föreståndarinna och ägnade hela sitt liv åt denna verksamhet fram till sin död 1917. Skolversamheten lades ner 1920 och jordbruket upphörde. Gårdens bostadshus hyrdes ut som pensionat. Även hon fick en väg i närheten uppkallad efter sig; Doroteavägen.

### Historiska bilder

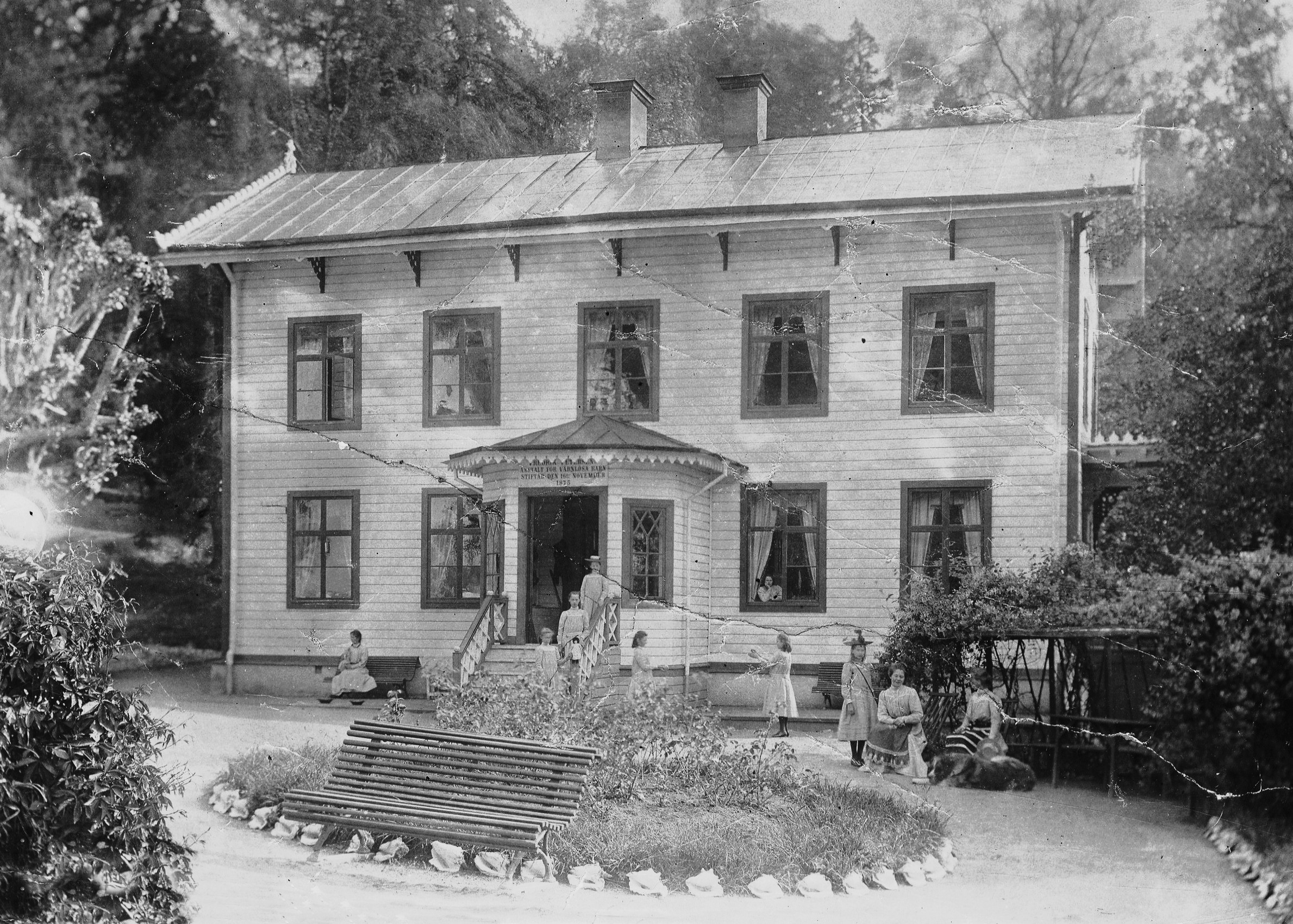
"Nybygget" i början av 1900-talet med några elever.
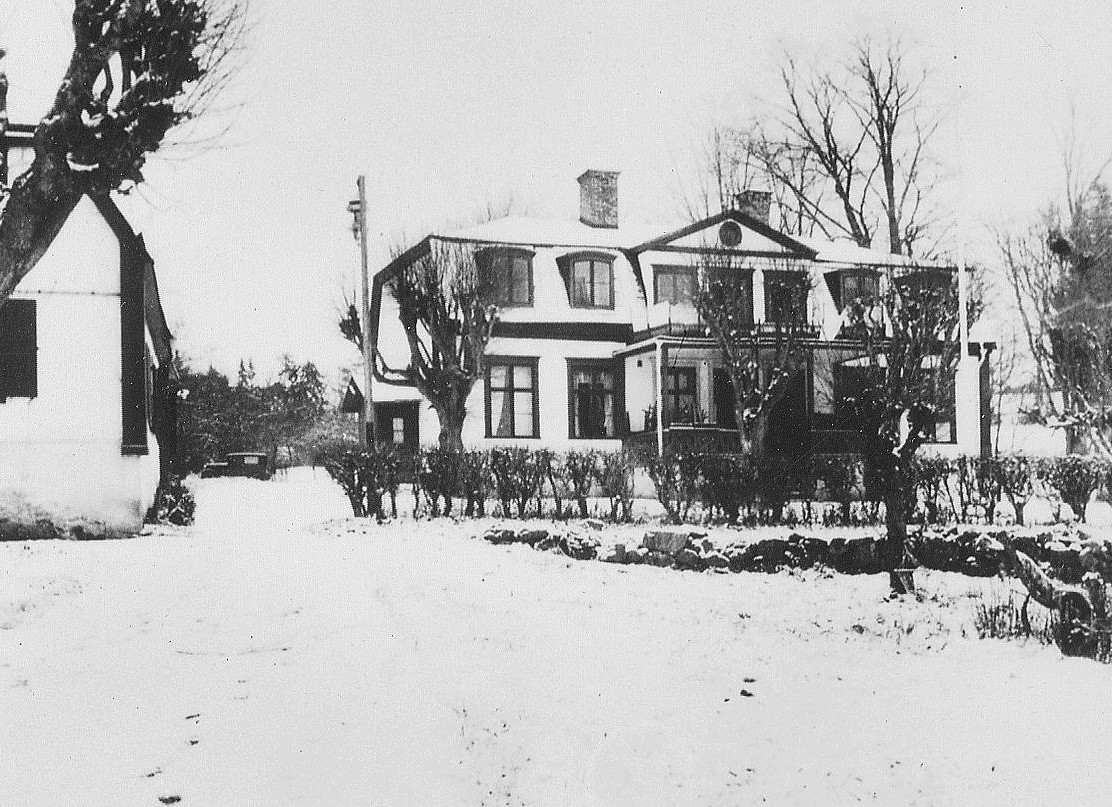
Johannesdals gård, huvudbyggnad från sjösidan, 1933.
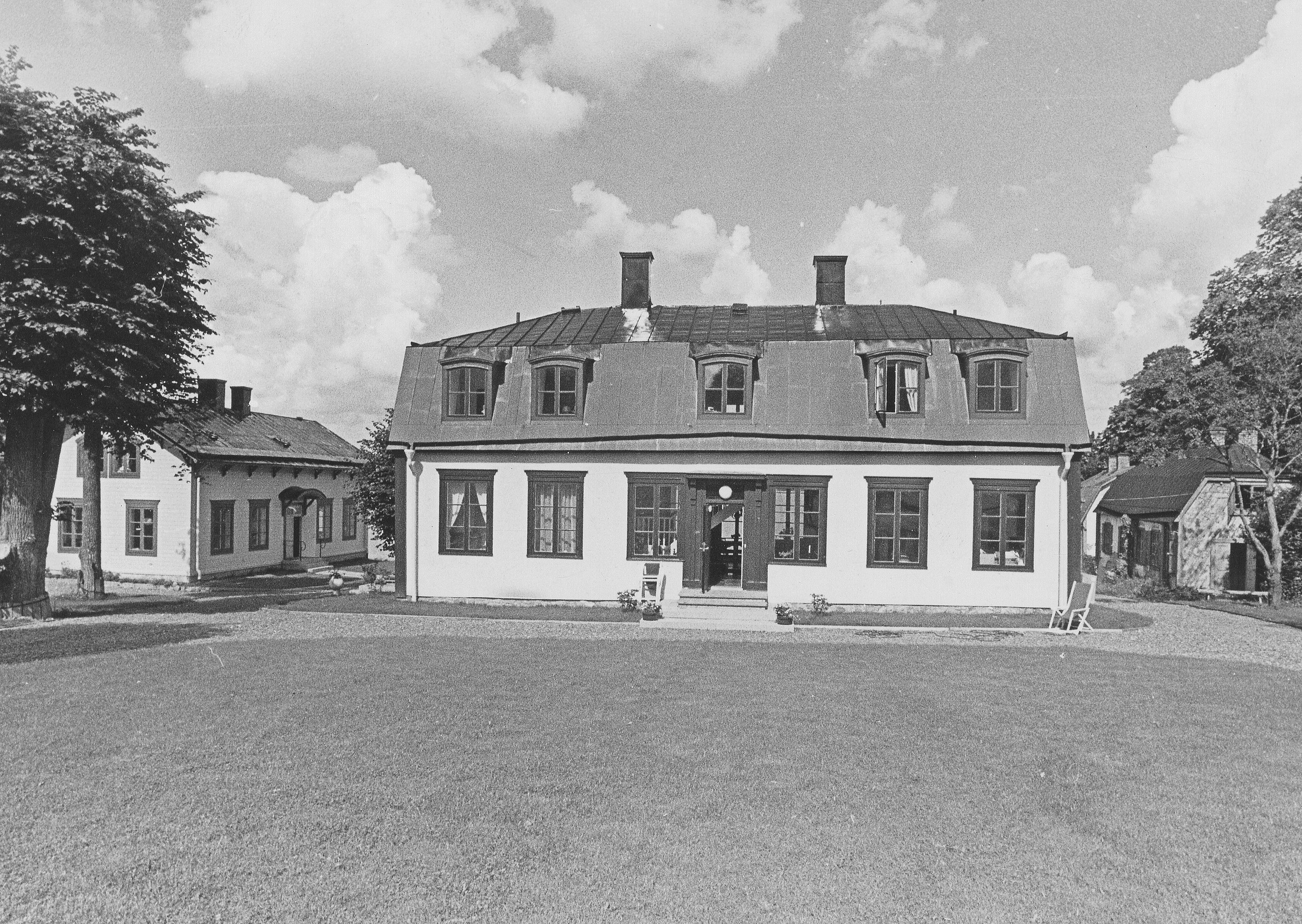
Johannesdals gård, huvudbyggnad från landsidan, 1968.
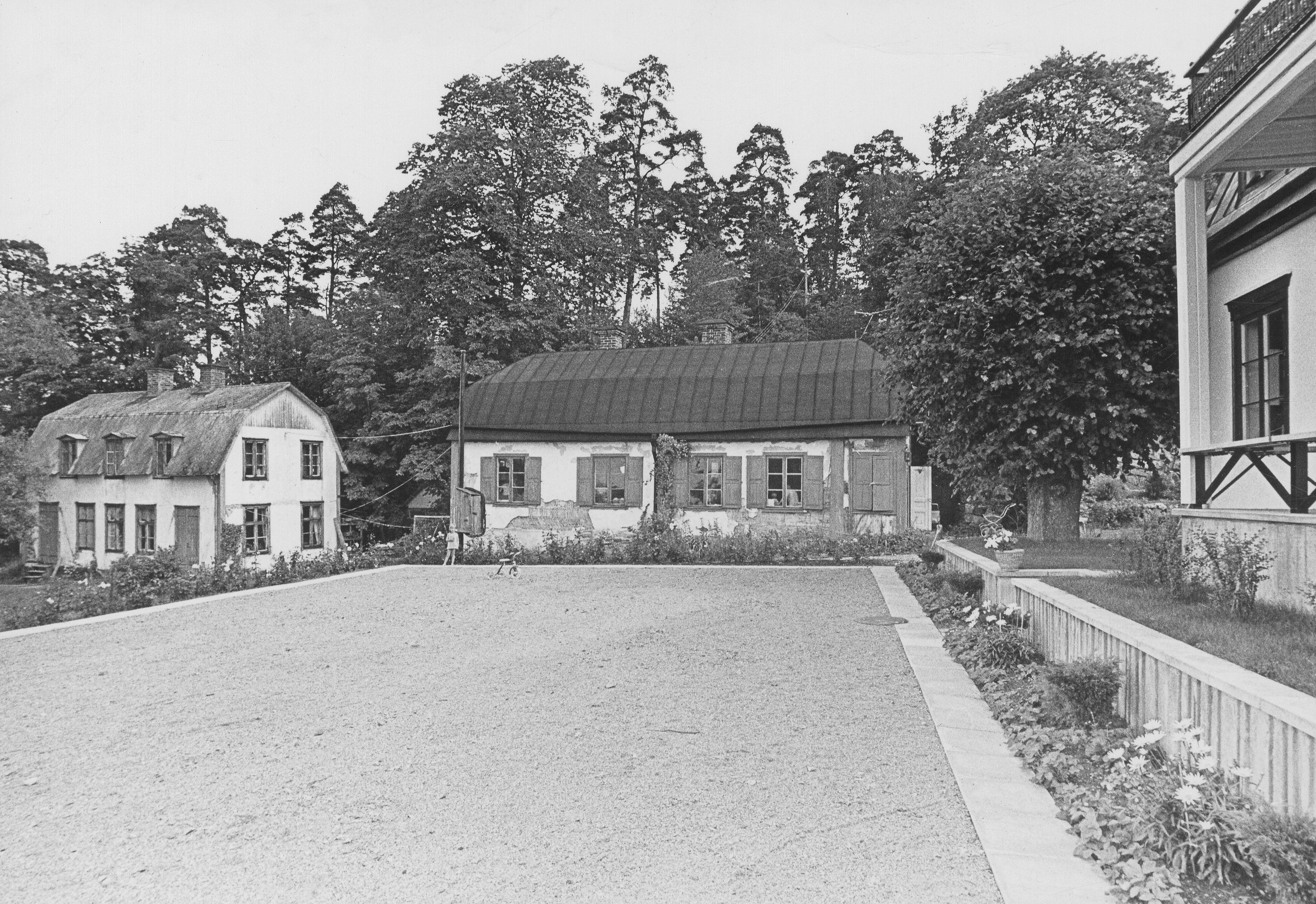
Sjöstugan och norra flygeln, 1968.
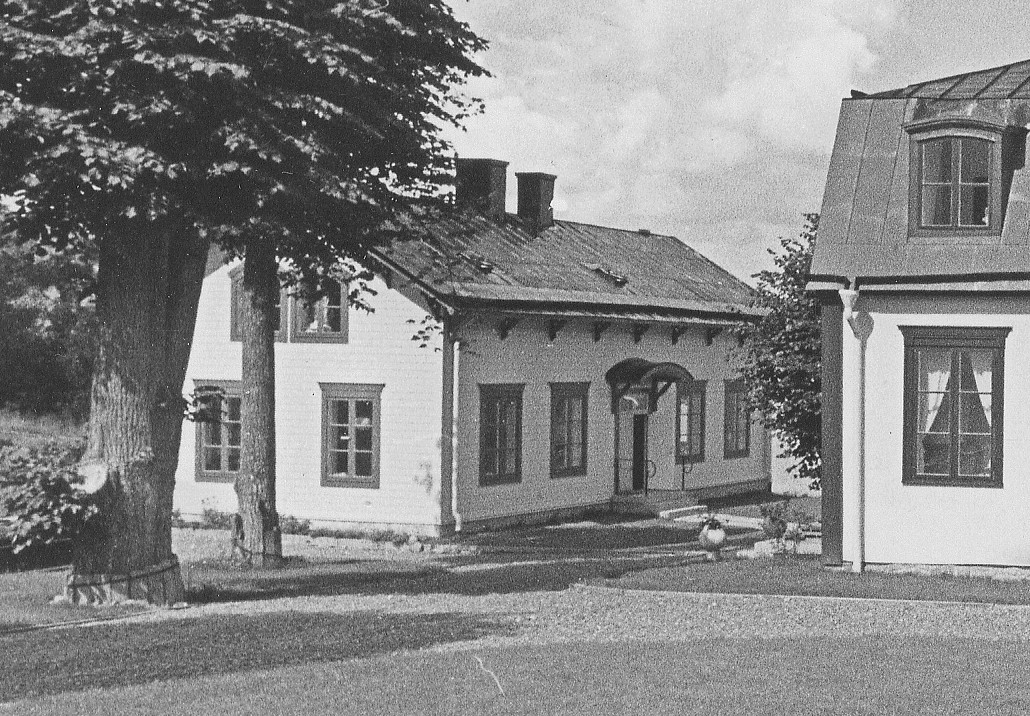
Södra flygeln, f.d. skolan "Nybygget", 1968.

### Gårdens vidare öden
År 1939 styckade den dåvarande ägaren Arvid Heiding upp gårdens mark i 140 sportstugetomter vilka bebyggdes under de följande åren. Området kring huvudbyggnaden lämnades dock intakt. År 1946 bildades Johannesdals villaägareförening. På den tiden hörde Johannesdal till Huddinge landskommun. Fram till 1960-talet fungerade Johannesdals gård som sommarnöje. Under andra halvan av 1960-talet genomfördes en omfattande renovering och restaurering genom arkitekt Jöran Curman, därefter blev huvudbyggnaden samt flyglar  privatbostäder för året runt boende.
Den uppmärksammade Vårbyaffären i juni 1961 innebar att dragningen av kommungränsen mellan Stockholms stad och Huddinge landskommun ändrades så att de nuvarande stadsdelarna Skärholmen och Vårberg tillföll Stockholm från och med 1 januari 1963. Stadsplaner drogs upp för de nya stadsdelarna och Vårberg började bebyggas 1965 kring nuvarande Vårberg centrum och tunnelbanestationen. År 1968 hade stadsplanerna kommit till Johannesdal då delades flertalet av sportstugetomterna och bebyggdes med stora villor.

## Bilder

Gården
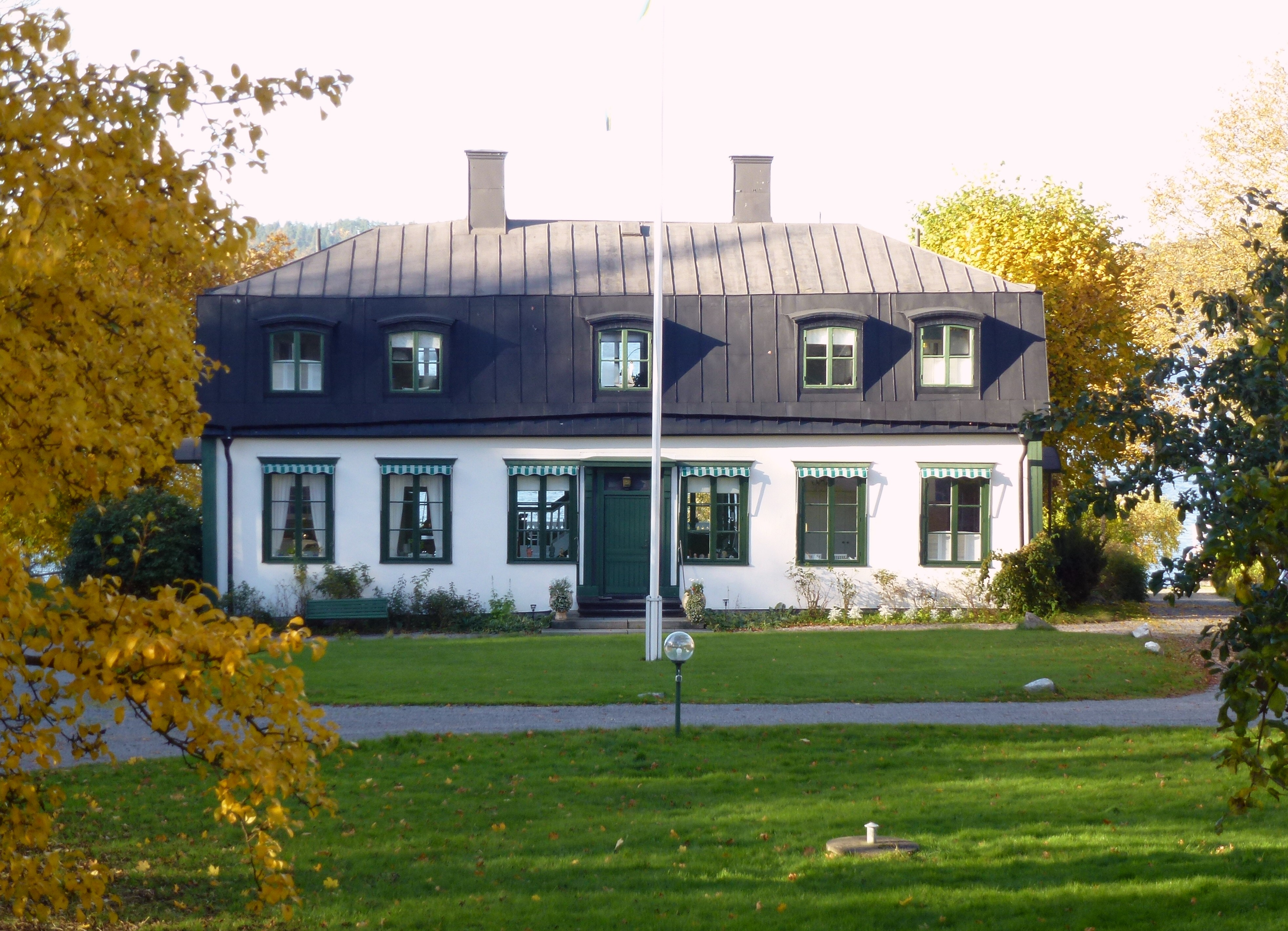
Johannesdals gård huvudbyggnad från landsidan.
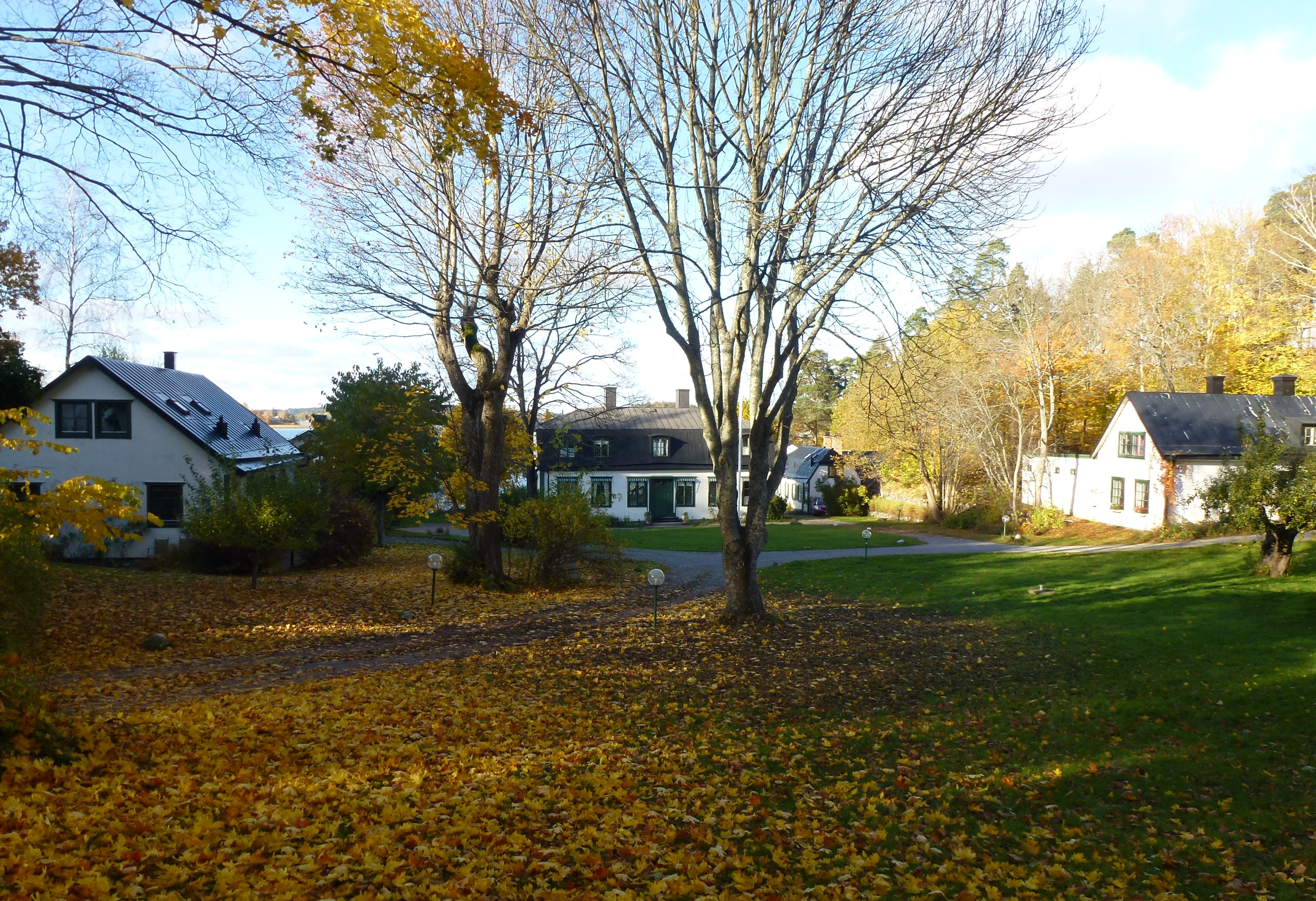
Johannesdals gård med flyglar.
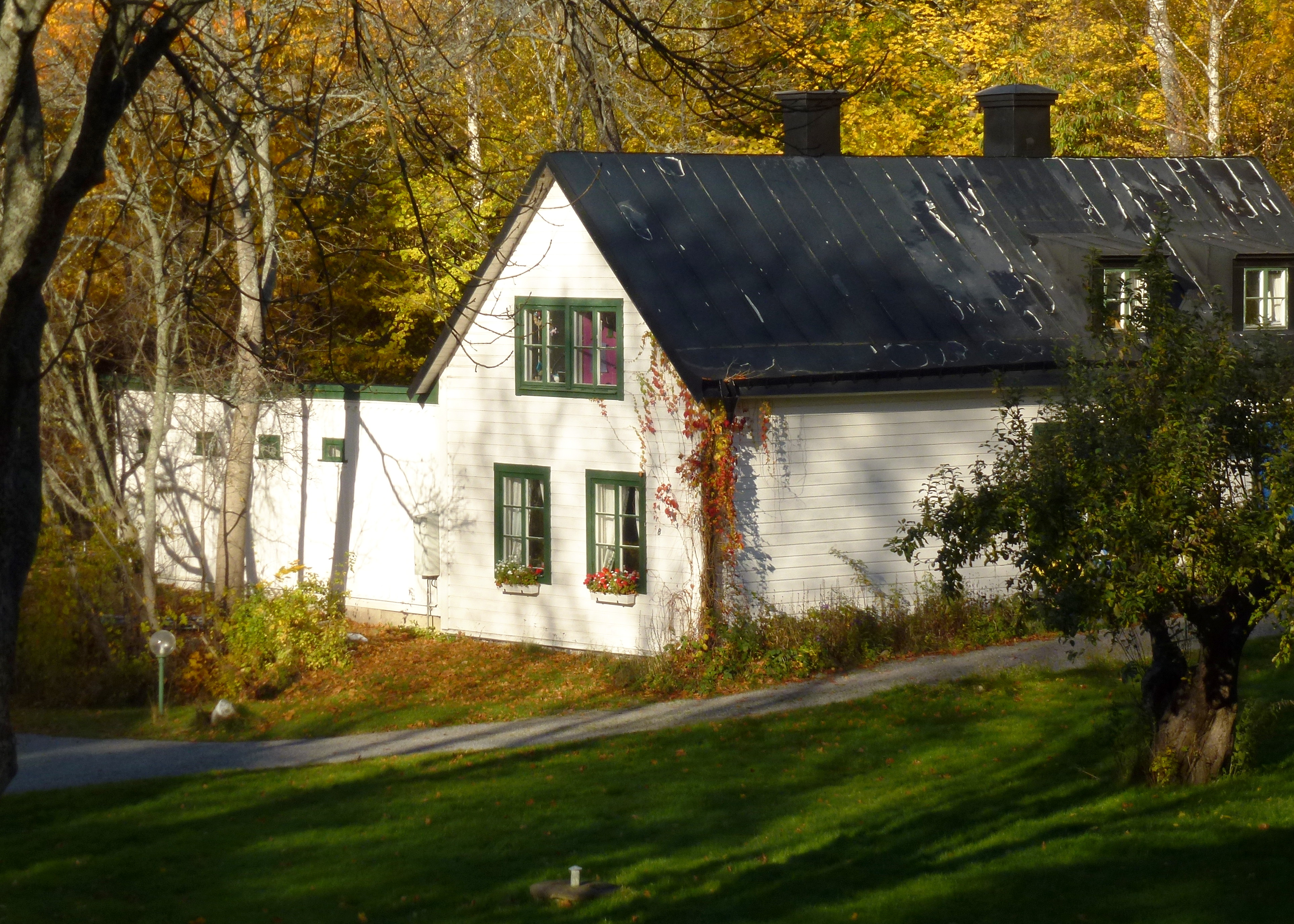
Flygelbyggnad, uppskattat nybyggnadsår 1875-1899.
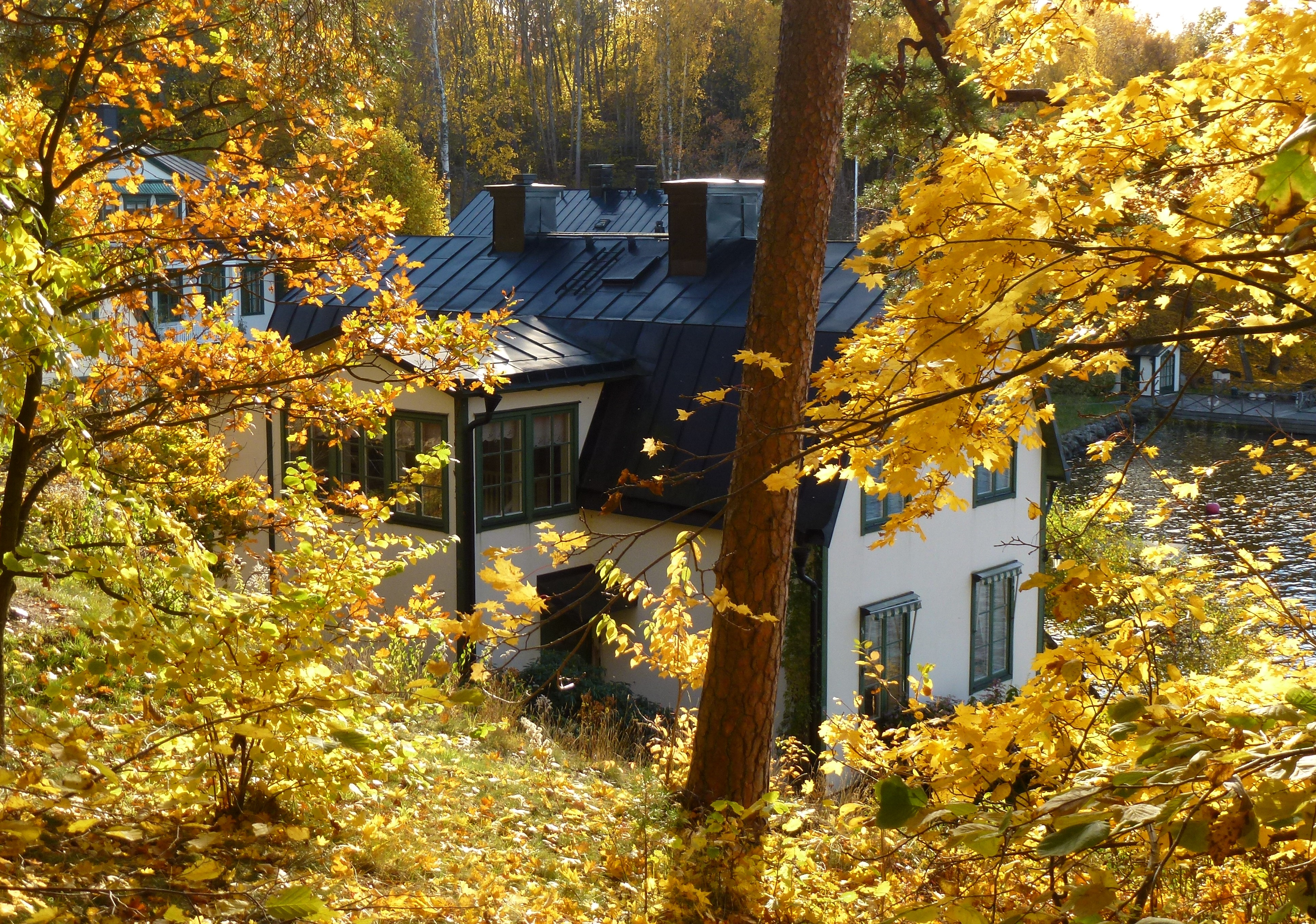
Johannesdals gård, sjöstugan.
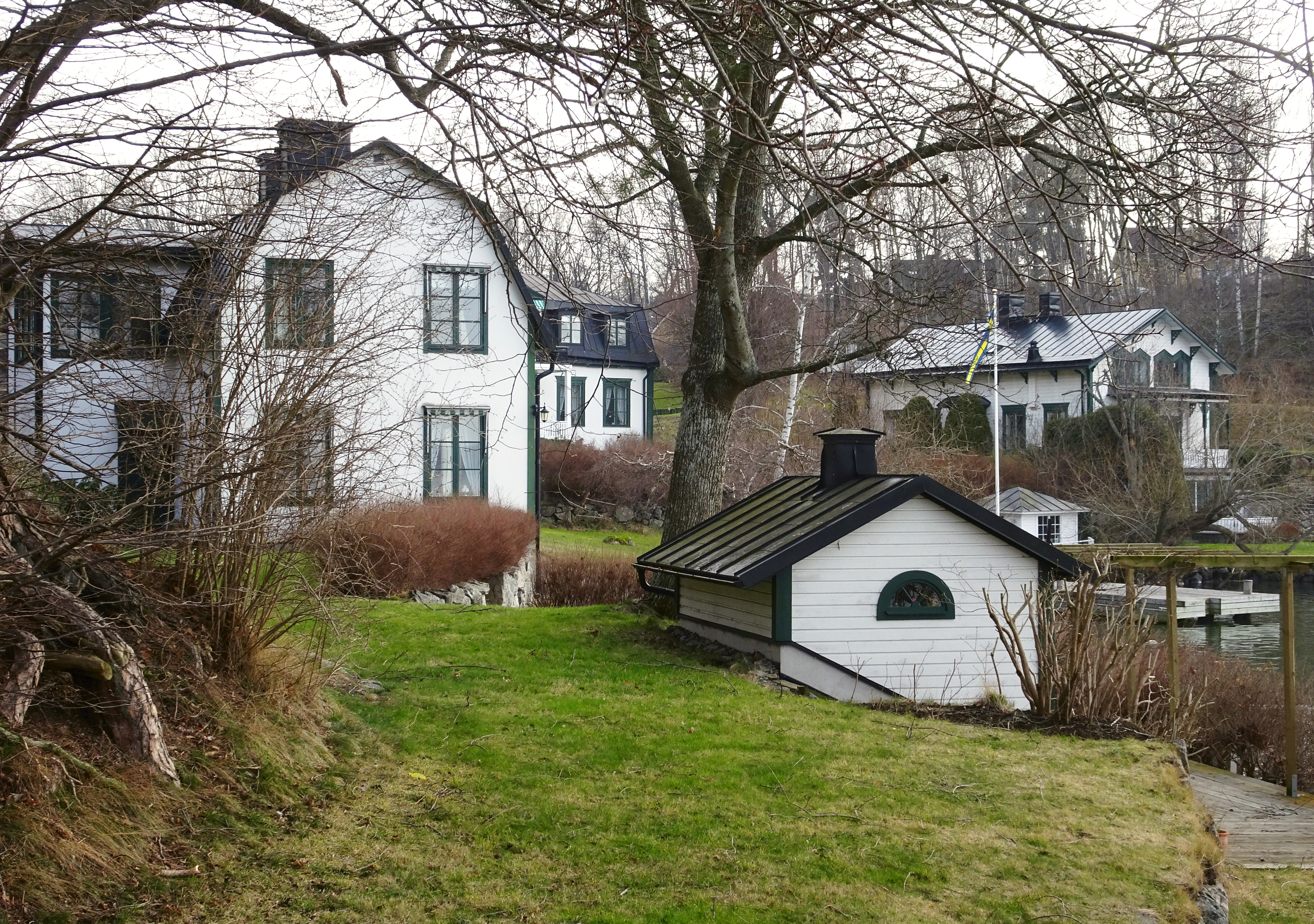
Gårdens byggnader från sjösidan.

Omgivningen
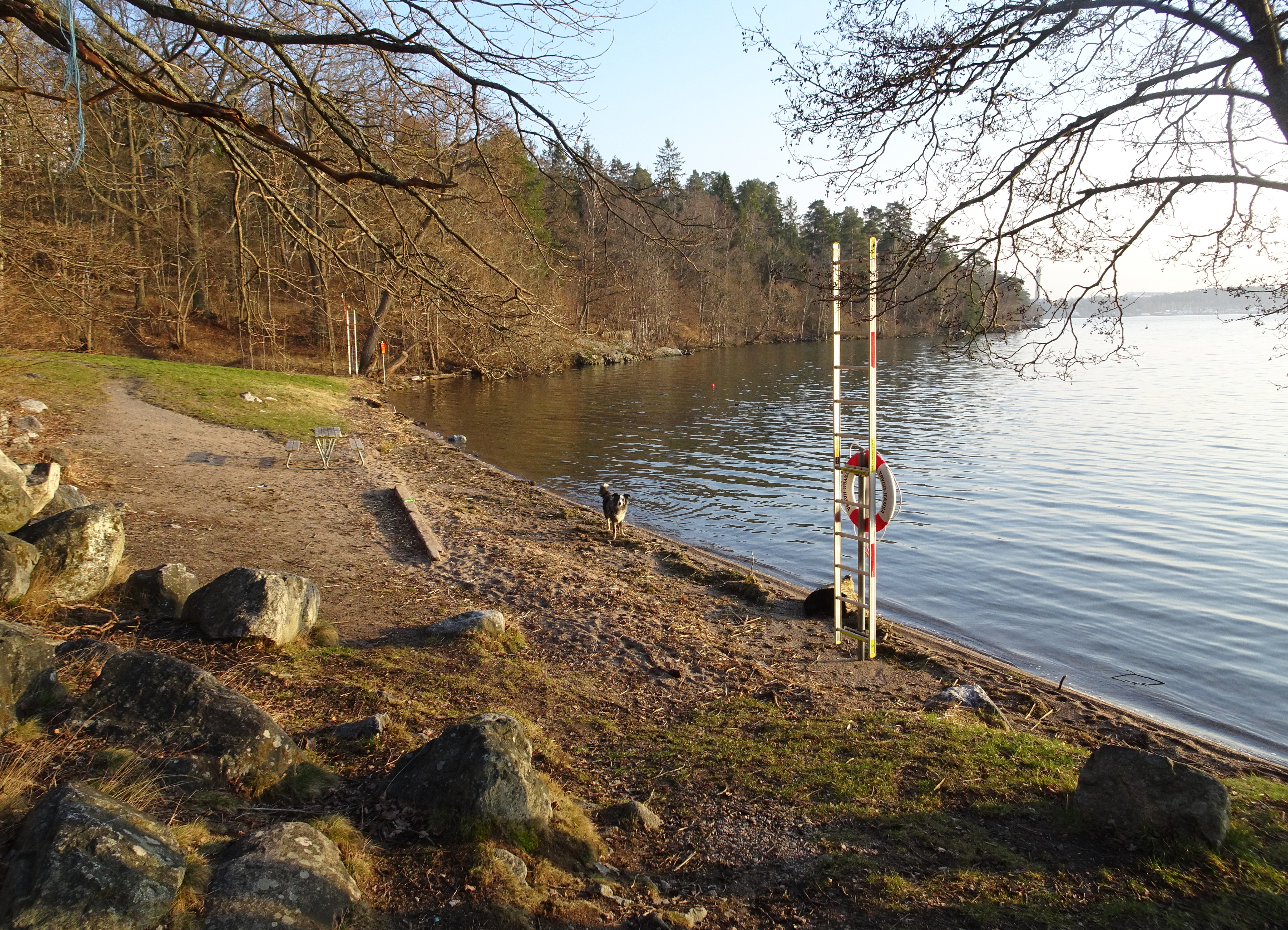
Johannesdalsbadet.
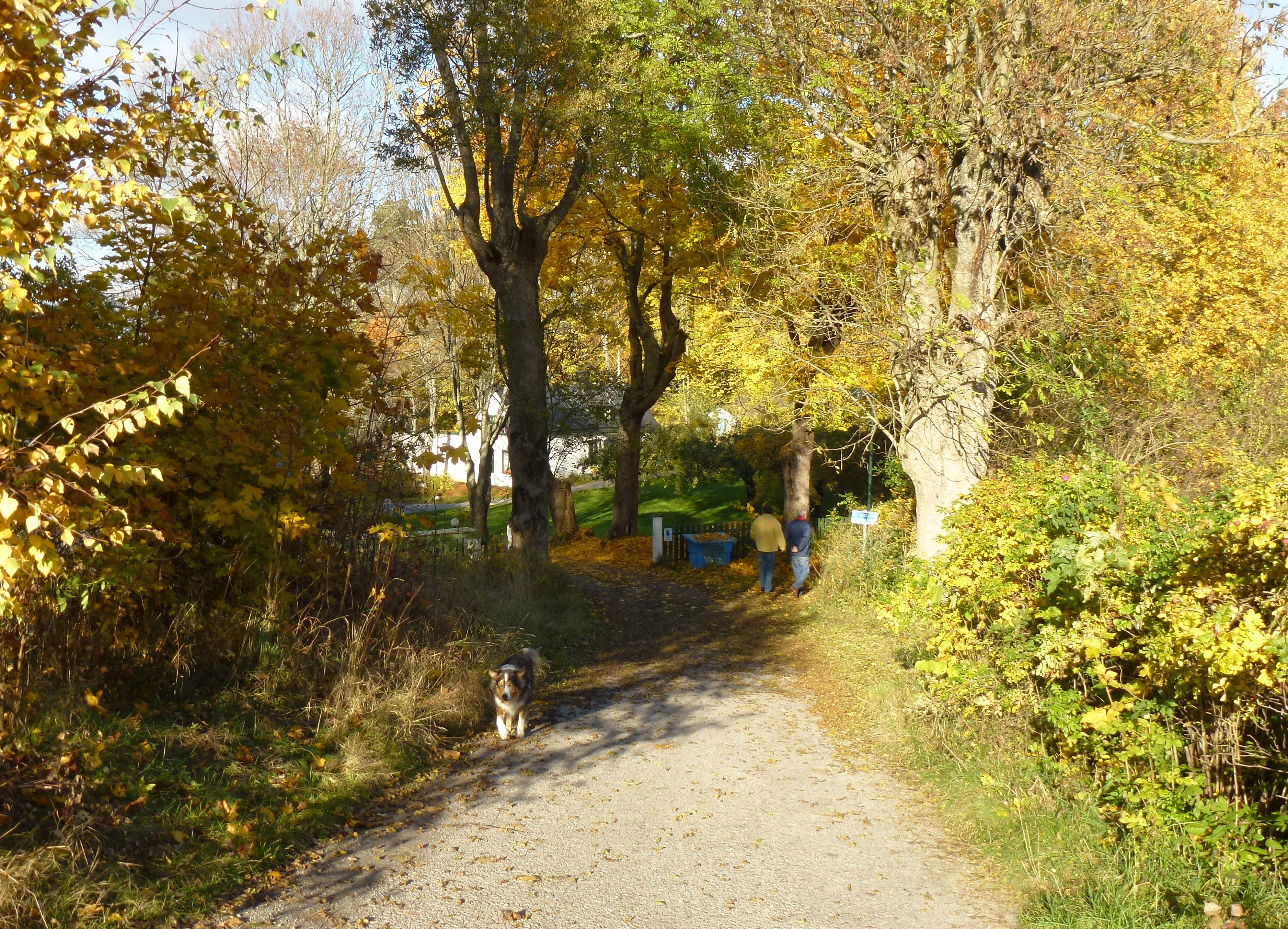
Strandpromenaden vid Johannesdals gård.
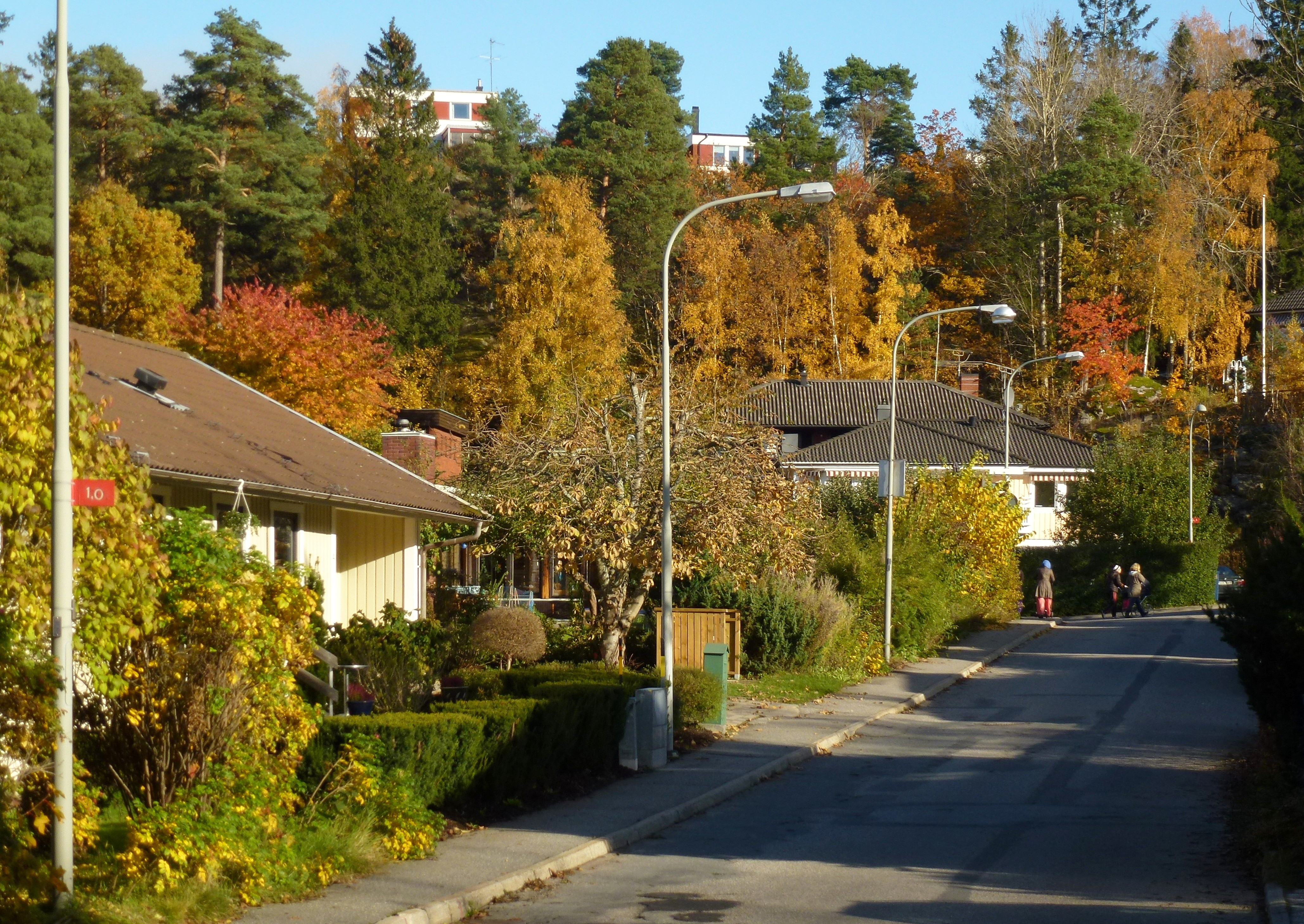
Peterséns väg mot norr.
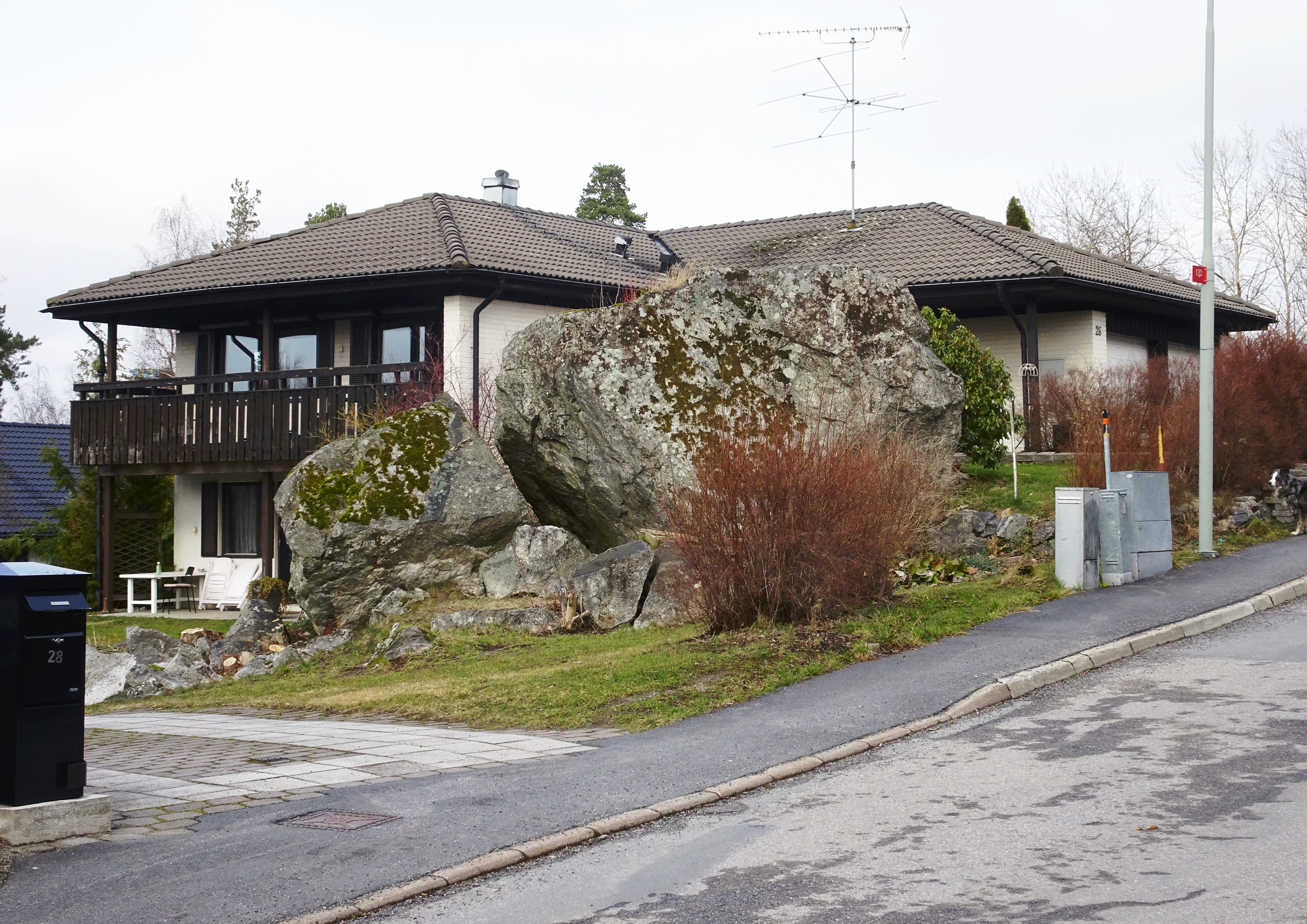
Peterséns väg 26 med Johannesdals flyttblock.
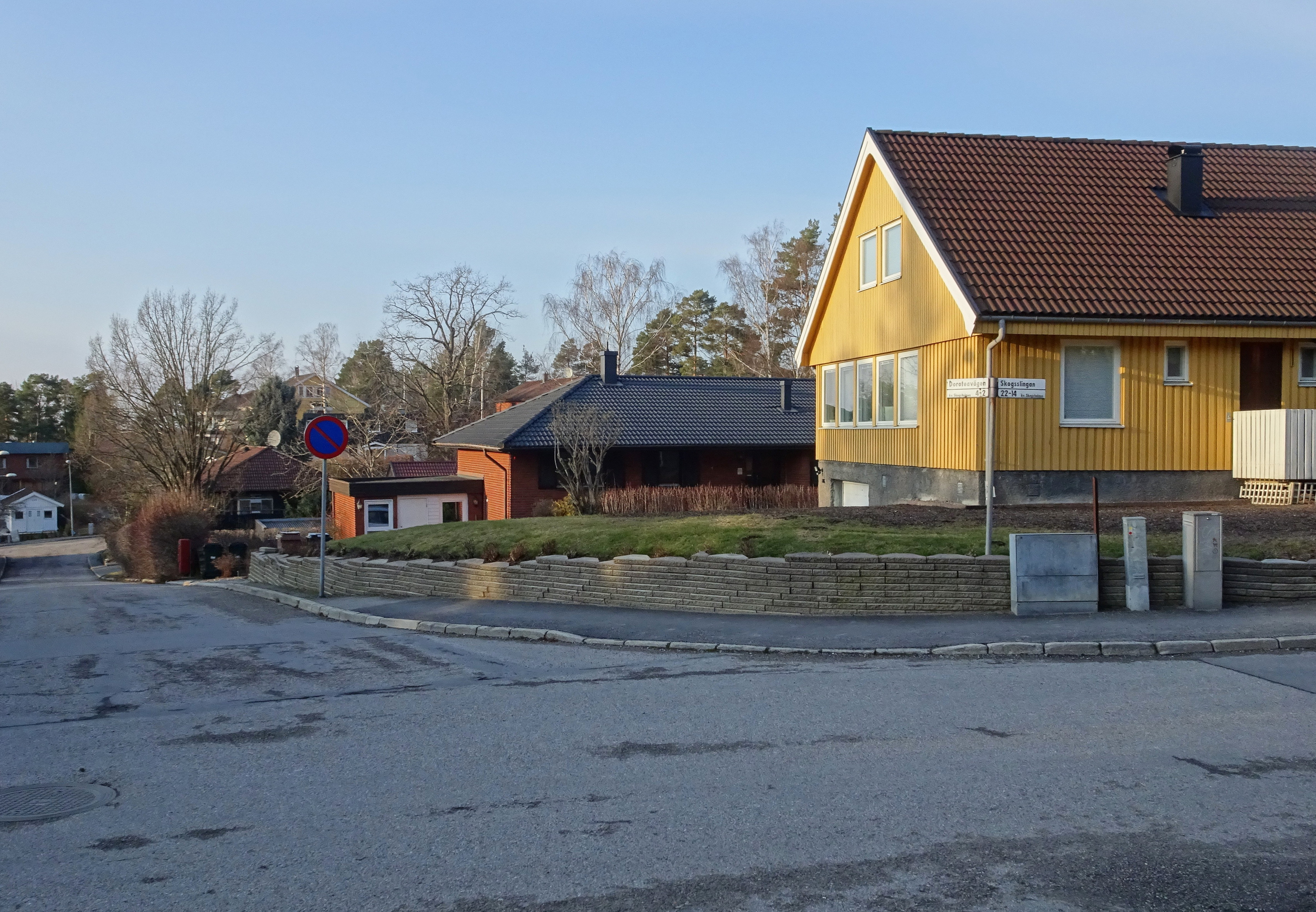
Doroteavägen mot norr.

## Flygfotografi

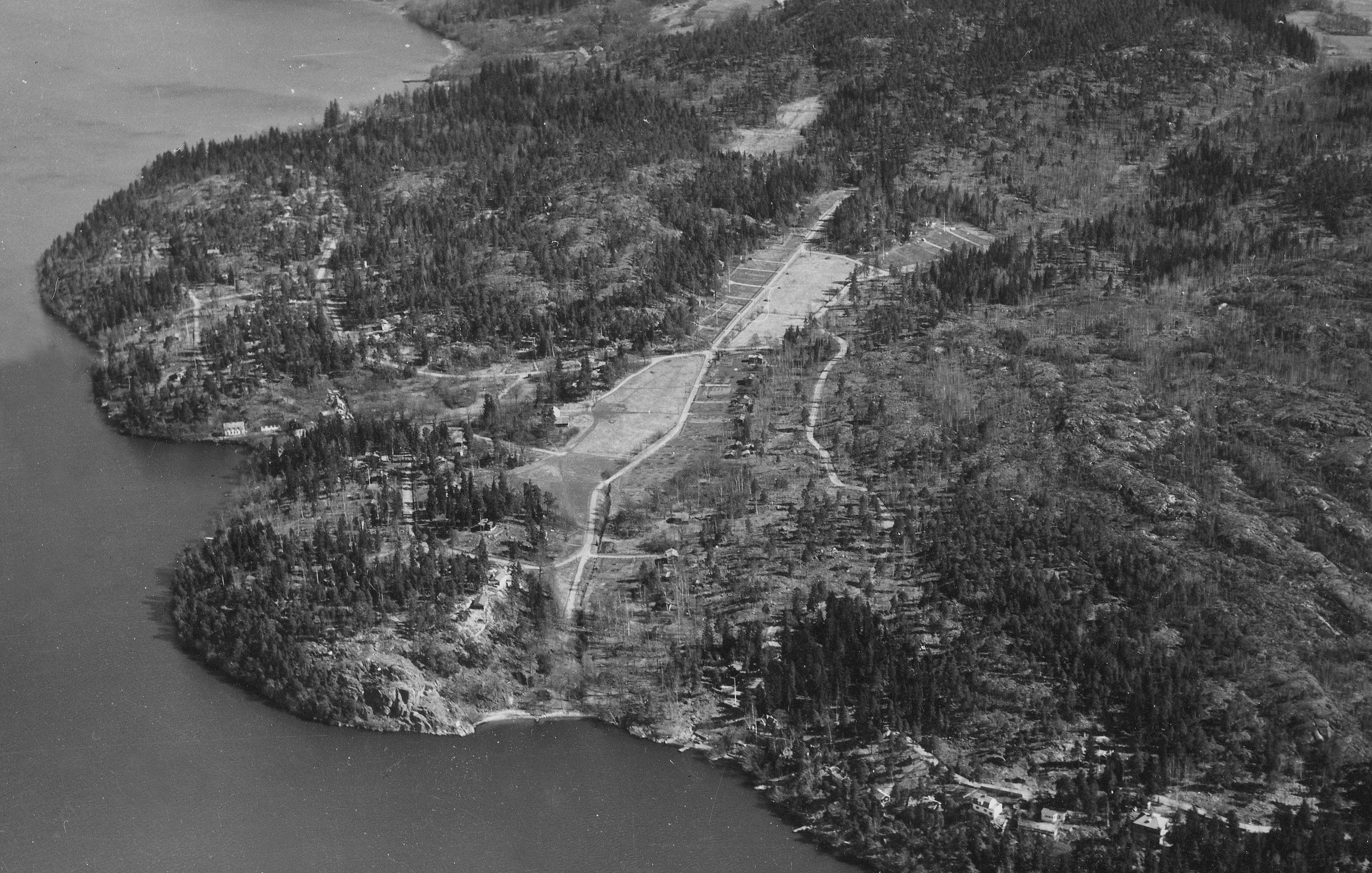
Johannesdal från luften 17 april 1961, foto: Oscar Bladh. Bilden är tagen mot nordost med Mälaren till vänster. Den långsträckta ängen i bildmitt motsvarar dagens grönområde som sträcker sig från Johannesdalsbadet upp till Söderholmsskolan. I viken däröver skymtar Johannesdals gårds bebyggelse. Vid viken högst upp i bilden ligger Skärholmens gård